# جيم جوتفريدسون
جيم جوتفريدسون (بالسويدية: Jim Gottfridsson) مواليد 2 سبتمبر 1992 في يستاد، السويد، هو لاعب كرة يد سويدي يلعب كوسط مدافع. يلعب حاليا مع نادي فلنسبورغ هاندفيت لكرة اليد ويحمل الرقم 24. مثل منتخب السويد لكرة اليد. شارك في دورة الألعاب الأولمبية الصيفية سنة 2016.

## سجل المنافسة
شارك في البطولات التالية:
- الألعاب الأولمبية الصيفية 2016

## روابط خارجية
- جيم جوتفريدسون على موقع الاتحاد الدولي لكرة اليد (الإنجليزية)
- جيم جوتفريدسون على موقع الاتحاد الأوروبي لكرة اليد (الإنجليزية)
- جيم جوتفريدسون على موقع الدوري الألماني لكرة اليد (الألمانية)
- جيم جوتفريدسون على موقع اللجنة الأولمبية الدولية (الإنجليزية)
- جيم جوتفريدسون على موقع أوليمبيديا (الإنجليزية)
- جيم جوتفريدسون على موقع اللجنة الأولمبية السويدية (السويدية)